# كايامانو
كايامانو (الأكدية: يعني «الثابت») أو لوبات ساغوش ؛ السومرية: لو. بات ساغ أوش، مولودو. إيمين-ساغ-أوش، «نجم الشمس») هو الاسم القديم الذي أستعمل في بلاد الرافدين لكوكب زحل. في بلاد ما بين النهرين القديمة، كان يُعتبر أيضًا «نجم نينورتا»، آلهة الخصوبة في بلاد ما بين النهرين.  

## في الثقافات الأخرى
كيوان في المندائية هو اسم لزحل، وهو مشتق من الاسم الذي أستعمل في بلاد ما بين النهرين. كيوان أو كايفان هو الاسم المكافئ في الفارسية.